# St. Augustine Beach
St. Augustine Beach – miasto w Stanach Zjednoczonych, w stanie Floryda, w hrabstwie St. Johns.